# Засыпкин, Виталий Дмитриевич
Вита́лий Дми́триевич Засы́пкин (15 декабря 1922, Золотково, Меленковский уезд, Владимирская губерния, Российская империя — 11 марта 2007, Йошкар-Ола, Марий Эл, Россия) — советский и российский руководитель автотранспорта. Начальник Марийского транспортного управления (1973—1983). Заслуженный работник транспорта Марийской АССР (1982). Участник Великой Отечественной войны. Член ВКП(б).

## Биография
Родился 15 декабря 1922 года в с. Золотково ныне Гусь-Хрустального района Владимирской области в семье художника по стеклу.
В 1944 году призван в Красную Армию. Участник Великой Отечественной войны: шофёр миномётного полка, сержант. Член ВКП(б). Награждён орденами Отечественной войны II степени, Красной Звезды, медалями, в том числе медалью «За боевые заслуги».
В 1949 году окончил Московский политехнический техникум Минзаготовок СССР. Направлен в Йошкар-Олу Марийской АССР: от механика Шелангерской автороты Звениговского района до в 1962—1964 годах — директора автоколонны № 1311. Затем  был главным инженером, в 1973—1983 годах — начальником Марийского транспортного управления.
За успехи в труде и вклад в развитие автомобильного транспорта награждён орденами Октябрьской Революции, «Знак Почёта», медалями, Почётной грамотой Президиума Верховного Совета Марийской АССР. В 1982 году ему присвоено почётное звание «Заслуженный работник транспорта Марийской АССР».
Скончался 11 марта 2007 года в Йошкар-Оле. 

## Звания и награды
- Заслуженный работник транспорта Марийской АССР (1982)[1]
- Орден Октябрьской Революции (1981)[1]
- Орден «Знак Почёта» (1970)[1]
- Орден Отечественной войны II степени (06.04.1985)[2]
- Орден Красной Звезды (1945)[1]
- Медаль «За боевые заслуги» (1944)[1]
- Медаль «За победу над Германией в Великой Отечественной войне 1941—1945 гг.»
- Медаль «За доблестный труд. В ознаменование 100-летия со дня рождения Владимира Ильича Ленина»
- Почётная грамота Президиума Верховного Совета Марийской АССР (1972)[1]